# Mesero
Mesero là một đô thị ở tỉnh Milano, vùng Lombardia của Italia, khoảng 25 km về phía tây của Milano. Tại thời điểm ngày 31 tháng 12 năm 2004, đô thị này có dân số 3.566 và diện tích là 5,7 km².
Mesero giáp các đô thị sau:Inveruno, Cuggiono, Ossona, Marcallo con Casone, Bernate Ticino.